# Рейтинг Ело
Рейтингова система Ело — це метод обчислення відносного рівня кваліфікації гравців у іграх з нульовою сумою, таких як шахи. Система Ело спочатку була винайдена як покращена система оцінювання шахів порівняно з раніше використовуваною системою Харкнесса, але також використовується як система оцінювання в футболі, бейсболі, баскетболі,  більярді, настільному тенісі, Ґо, деяких настільних іграх, і кіберспорті.
Різниця в рейтингах двох гравців дозволяє прогнозувати результат матчу. Очікується, що два гравці з однаковими рейтингами, які грають один проти одного, отримають рівну кількість перемог. Очікується, що гравець, чий рейтинг на 100 очок перевищує рейтинг суперника, набере 64 % перемог; якщо різниця 200 очок, то очікувана оцінка для сильнішого — 76 %.
Рейтинг Ело гравця представлено числом, яке може змінюватися залежно від результату рейтингових ігор. Після кожної гри гравець-переможець забирає очки у того, хто програв. Різниця між рейтингами переможця та переможеного визначає загальну кількість очок, отриманих або втрачених після гри. Якщо виграє гравець з вищим рейтингом, то у гравця з нижчим рейтингом буде відібрано лише кілька очок рейтингу. Однак, якщо гравець з нижчим рейтингом отримує перемогу, він отримає від переможеного багато рейтингових балів. Гравець з нижчим рейтингом також отримає кілька очок від гравця з вищим рейтингом у разі нічиєї. Це означає, що ця система рейтингів самокоригується. Гравці, чиї рейтинги не відображають їх реальний рівень в довгостроковій перспективі будуть набирати або втрачати рейтингові очки (чим далі тим повільніше), поки їх рейтинг не буде відображати їх реальний рівень.
Рейтинги Ело є лише порівняльними і дійсні лише в межах рейтингового пулу, в якому вони були розраховані, а не є абсолютною мірою сили гравця.

## Історія
Арпад Ело був непоганим шахістом і з математичної точки зору цікавився математичним сподіванням кількості очок в окремих матчах чи турнірах. Шахова федерація США запровадила його систему 1960 року. ФІДЕ офіційно ввела оцінювання рейтингу за методом Ело 1970 року.

## Класифікація
Приблизне співвідношення рейтингів Ело та шахових звань і розрядів:
- ≥ 2500 — гросмейстер;
- 2400—2499 — міжнародний майстер;
- 2200—2399 — національний майстер;
- 2000—2199 — кандидат у майстри;
- 1800—1999 — 1-й розряд;
- 1600—1799 — 2-й розряд;
- 1400—1599 — 3-й розряд;
- 1200—1399 — середній любитель (4-й розряд);
- 1000—1199 — слабкий любитель (5-й розряд);
- < 1000 — новачок.

## Розрахунок рейтингу
При грі гравця A проти гравця B обчислюється математичне сподівання кількості очок, які він має набрати в цій грі за формулою:
де:
- {\displaystyle E_{A}\,} — математичне сподівання кількості очок, які набере гравець A в партії з B;
- {\displaystyle R_{A}\,} — старий рейтинг гравця A;
- {\displaystyle R_{B}\,} — старий рейтинг гравця B.

Новий рейтинг гравця A обраховується за формулою:
де:
- {\displaystyle K\,} — коефіцієнт, значення якого дорівнює 10 для шахістів із рейтингом вище 2400, 15 — для шахістів із рейтингом нижче 2400 і 25 — для новачків (перші 15 партій від отримання рейтингу ФІДЕ);
- {\displaystyle S_{A}\,} — фактично набрана кількість очок гравцем А;
- {\displaystyle R_{A}^{\prime }\,} — новий рейтинг гравця A.

## Шахісти з найвищим рейтингом

### Загальний рейтинг
| 10 найкращих з активних шахістів станом на 01.05.2024: | 10 найкращих з активних шахістів станом на 01.05.2024: | 10 найкращих з активних шахістів станом на 01.05.2024: | 10 найкращих з активних шахістів станом на 01.05.2024: | 10 найкращих з активних шахістів станом на 01.05.2024: | 10 найкращих з активних шахістів станом на 01.05.2024: |
| №                                                      | Прогрес                                                | Шахіст                                                 | Р. н.                                                  | Рейтинг                                                | Різн.                                                  |
| ------------------------------------------------------ | ------------------------------------------------------ | ------------------------------------------------------ | ------------------------------------------------------ | ------------------------------------------------------ | ------------------------------------------------------ |
| 1                                                      | ▬                                                      | Магнус Карлсен                                         | 1990                                                   | 2830                                                   | -12                                                    |
| 2                                                      | ▲2                                                     | Фабіано Каруана                                        | 1992                                                   | 2805                                                   | +25                                                    |
| 3                                                      | ▲2                                                     | Накамура Хікару                                        | 1987                                                   | 2795                                                   | +16                                                    |
| 4                                                      | ▼1                                                     | Ян Непомнящий                                          | 1990                                                   | 2770                                                   | -11                                                    |
| 5                                                      | ▲17                                                    | Нодірбек Абдусатторов                                  | 2004                                                   | 2766                                                   | +40                                                    |
| 6                                                      | ▲10                                                    | Гукеш Доммараджу                                       | 2006                                                   | 2764                                                   | +27                                                    |
| 7                                                      | ▲23                                                    | Арджун Ерігайсі                                        | 2003                                                   | 2762                                                   | +52                                                    |
| 8                                                      | ▼6                                                     | Дін Ліжень                                             | 1992                                                   | 2762                                                   | -21                                                    |
| 9                                                      | ▼1                                                     | Веслі Со                                               | 1993                                                   | 2757                                                   | -3                                                     |
| 10                                                     | ▲13                                                    | Вей Ї                                                  | 1999                                                   | 2755                                                   | +29                                                    |

### Серед жінок
| 10 найкращих з активних шахісток станом на 01.05.2024: | 10 найкращих з активних шахісток станом на 01.05.2024: | 10 найкращих з активних шахісток станом на 01.05.2024: | 10 найкращих з активних шахісток станом на 01.05.2024: | 10 найкращих з активних шахісток станом на 01.05.2024: | 10 найкращих з активних шахісток станом на 01.05.2024: |
| №                                                      | Прогрес                                                | Шахістка                                               | Р. н.                                                  | Рейтинг                                                | Різн.                                                  |
| ------------------------------------------------------ | ------------------------------------------------------ | ------------------------------------------------------ | ------------------------------------------------------ | ------------------------------------------------------ | ------------------------------------------------------ |
| 1                                                      | ▬                                                      | Хоу Іфань                                              | 1994                                                   | 2633                                                   | +2                                                     |
| 2                                                      | ▲2                                                     | Цзюй Веньцзюнь                                         | 1991                                                   | 2560                                                   | +2                                                     |
| 3                                                      | ▲3                                                     | Лей Тінцзе                                             | 1997                                                   | 2548                                                   |                                                        |
| 4                                                      | ▼2                                                     | Олександра Горячкіна                                   | 1998                                                   | 2545                                                   | -22                                                    |
| 5                                                      | ▼2                                                     | Гампі Конеру                                           | 1987                                                   | 2545                                                   | -19                                                    |
| 6                                                      | ▲2                                                     | Тань Джуньї                                            | 1991                                                   | 2541                                                   | +20                                                    |
| 7                                                      | ▼2                                                     | Катерина Лагно                                         | 1989                                                   | 2532                                                   | -22                                                    |
| 8                                                      | ▲1                                                     | Марія Музичук                                          | 1992                                                   | 2510                                                   | -7                                                     |
| 9                                                      | ▲1                                                     | Нана Дзагнідзе                                         | 1987                                                   | 2506                                                   | -7                                                     |
| 10                                                     | ▲1                                                     | Ганна Музичук                                          | 1990                                                   | 2505                                                   | -8                                                     |

## Найкращі шахісти України за рейтингом ЕЛО

### Чоловіки 1971—2024рр.

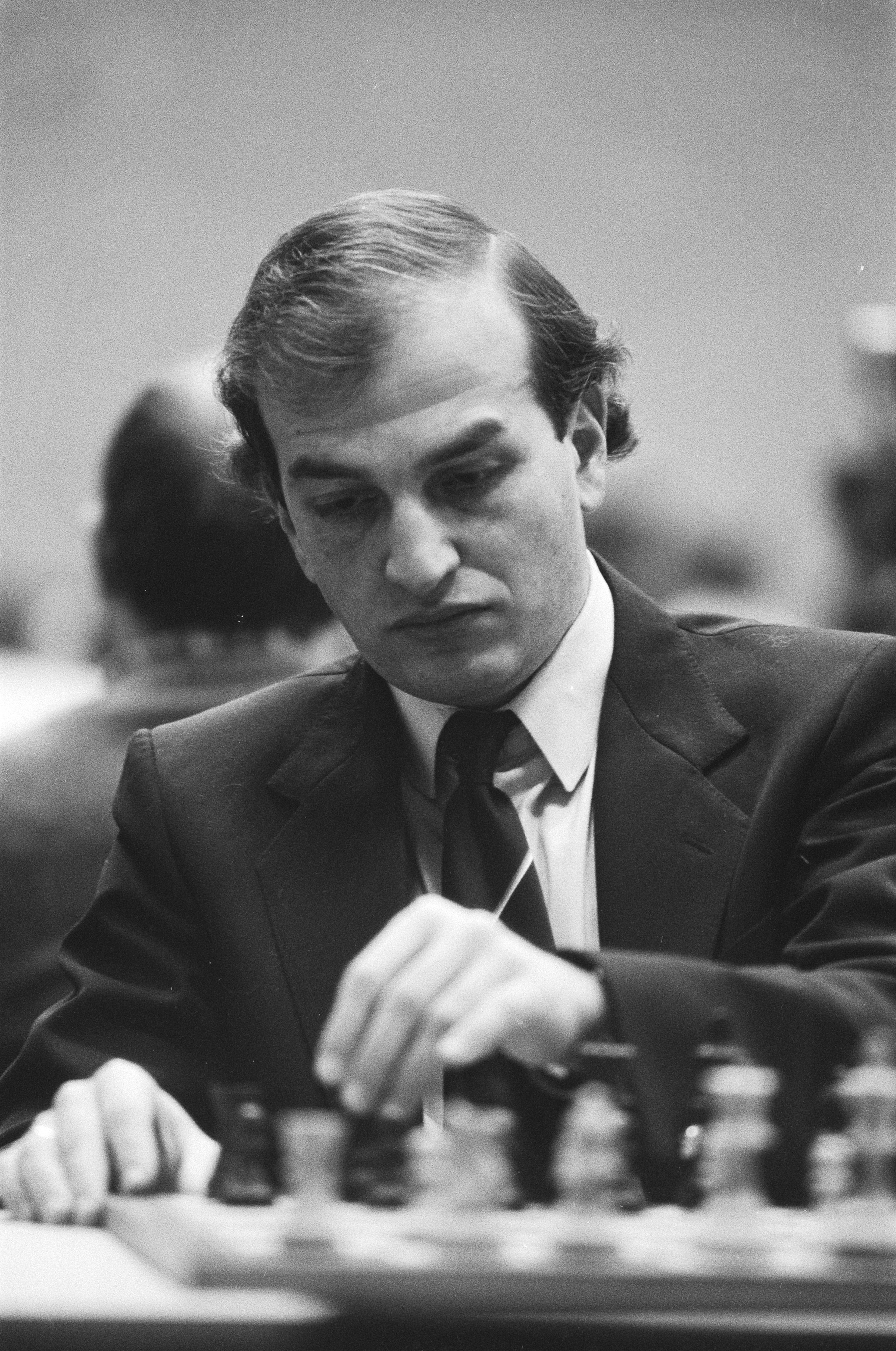
Олександр Бєлявський

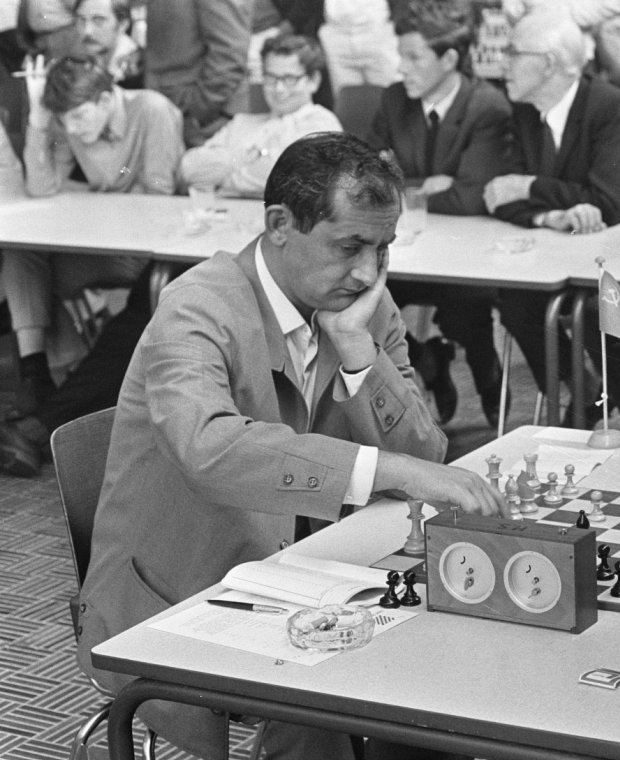
Леонід Штейн

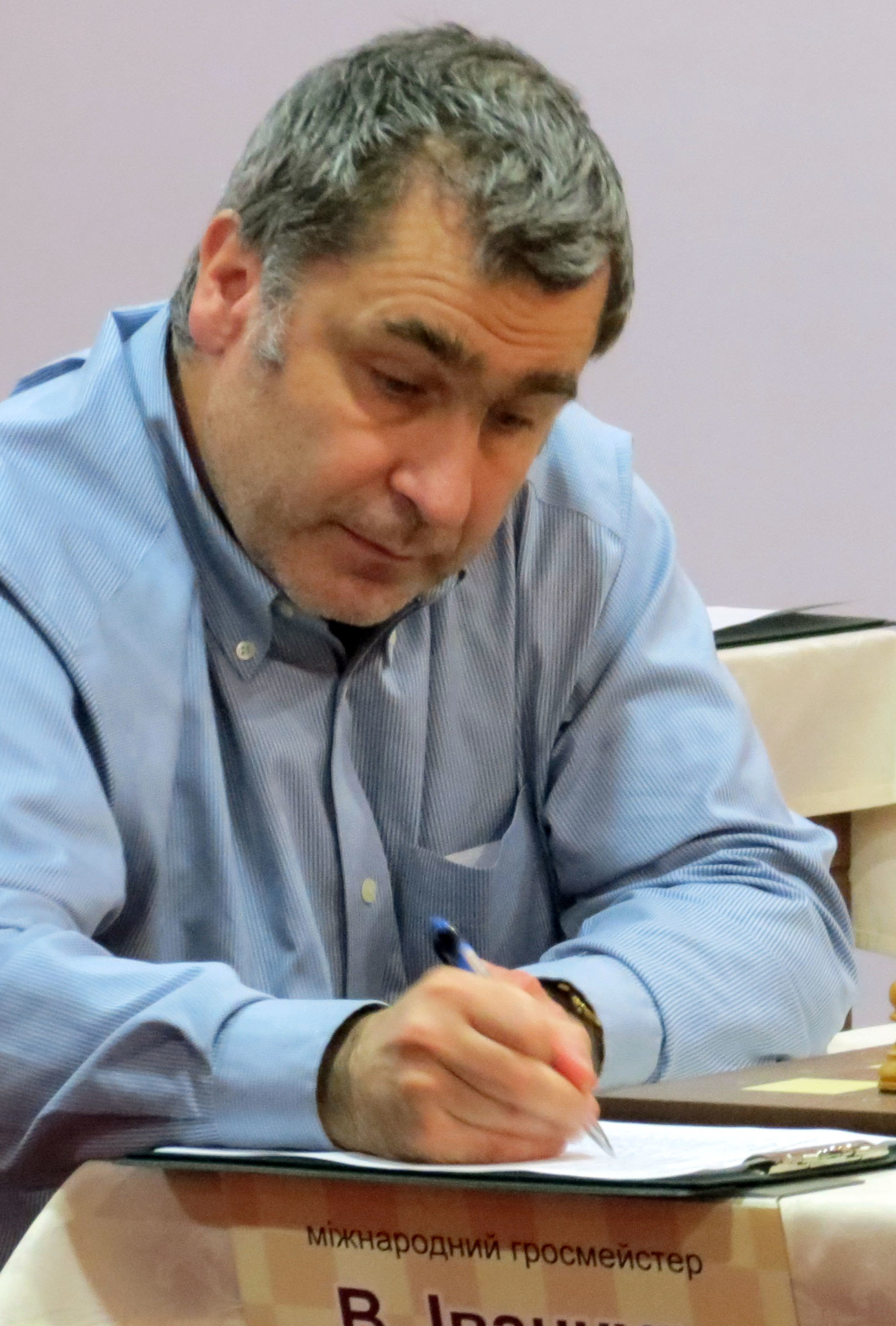
Василь Іванчук — найтитулованіший шахіст України

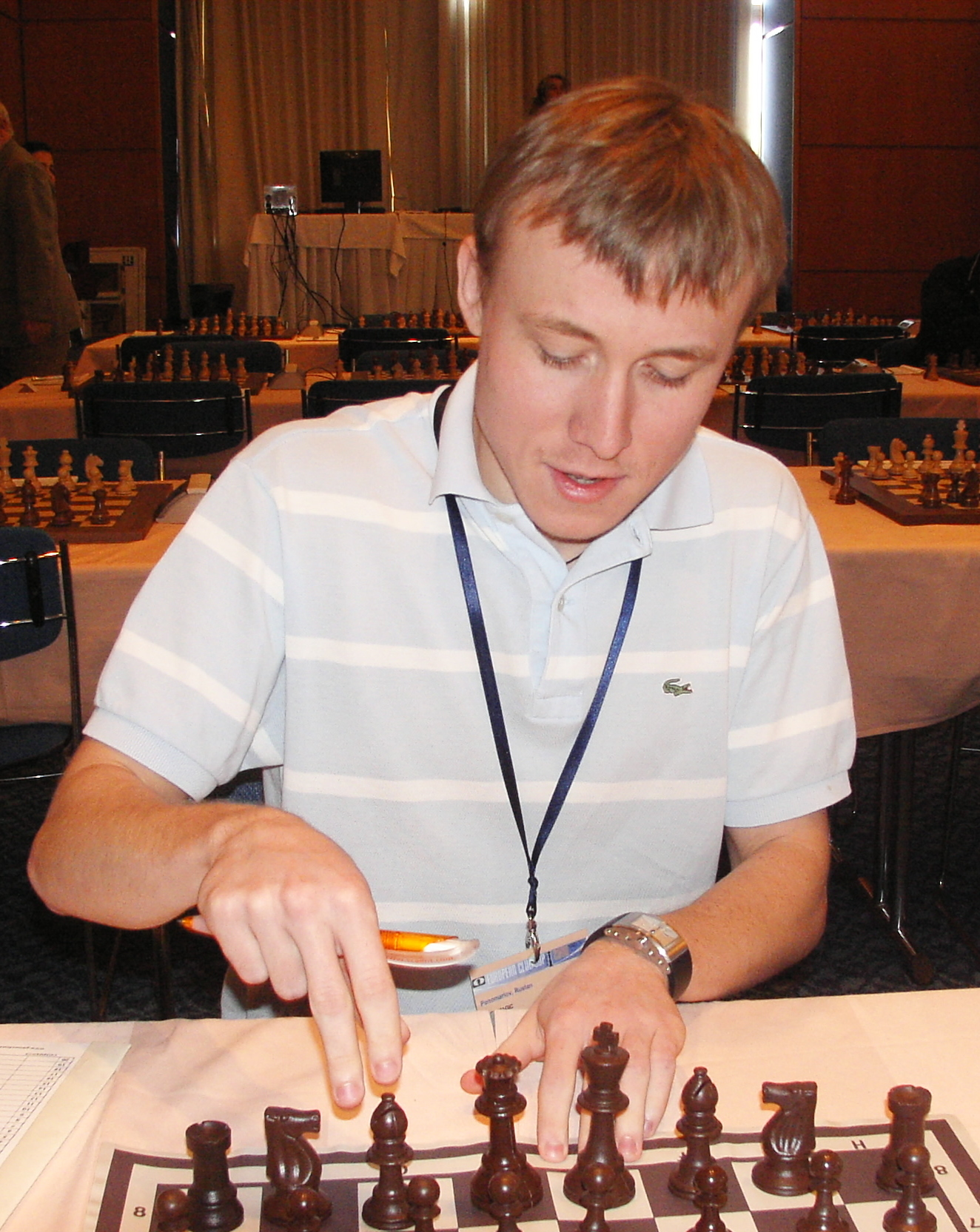
Руслан Пономарьов — чемпіон світу 2002 року

У таблиці наведені українські шахісти з найвищим рейтингом ЕЛО станом на кінець року. У 1971—1973 рр. рейтинг Ело публікувався один раз на рік у липні.
Найкращими шахістами України за підсумками року ставали лише девятеро шахістів, зокрема: Василь Іванчук (25 разів), Олександр Бєлявський (9), Павло Ельянов (6), Олег Романишин (4), Леонід Штейн, Руслан Пономарьов — по 3 рази, Геннадій Кузьмін (2), Юрій Криворучко (1), Антон Коробов (1).
| Рейтинг-лист | Рік  | 1 місце                  | 1 місце       | 1 місце | 2 місце              | 2 місце       | 2 місце | 3 місце                           | 3 місце       | 3 місце |
| Рейтинг-лист | Рік  | Шахіст                   | Місце у світі | Рейтинг | Шахіст               | Місце у світі | Рейтинг | Шахіст                            | Місце у світі | Рейтинг |
| ------------ | ---- | ------------------------ | ------------- | ------- | -------------------- | ------------- | ------- | --------------------------------- | ------------- | ------- |
| липень 1971  | 1971 | Леонід Штейн             | 14            | 2605    | Володимир Савон      | 25            | 2570    | Володимир Тукмаков                | 27            | 2565    |
| липень 1972  | 1972 | Леонід Штейн (2)         | 12            | 2620    | Володимир Савон      | 15            | 2595    | Володимир Тукмаков                | 29            | 2560    |
| липень 1973  | 1973 | Леонід Штейн (3)         | 13            | 2605    | Геннадій Кузьмін     | 24            | 2575    | Володимир Савон                   | 25            | 2575    |
| січень 1975  | 1974 | Геннадій Кузьмін         | 17            | 2600    | Володимир Савон      | 21            | 2575    | Володимир Тукмаков                | 24            | 2570    |
| січень 1976  | 1975 | Геннадій Кузьмін (2)     | 23            | 2565    | Олександр Бєлявський | 24            | 2560    | Олег Романишин                    | 25            | 2560    |
| січень 1977  | 1976 | Олег Романишин           | 14            | 2595    | Олександр Бєлявський | 33            | 2555    | Геннадій Кузьмін                  | 39            | 2550    |
| січень 1978  | 1977 | Олег Романишин (2)       | 11            | 2610    | Володимир Тукмаков   | 23            | 2570    | Геннадій Кузьмін                  | 29            | 2560    |
| січень 1979  | 1978 | Олександр Бєлявський     | 16            | 2595    | Йосип Дорфман        | 17            | 2595    | Володимир Тукмаков                | 22            | 2575    |
| січень 1980  | 1979 | Олександр Бєлявський (2) | 19            | 2590    | Олег Романишин       | 24            | 2580    | Володимир Тукмаков                | 31            | 2560    |
| січень 1981  | 1980 | Олександр Бєлявський (3) | 8             | 2620    | Олег Романишин       | 17            | 2595    | Геннадій Кузьмін                  | 39            | 2545    |
| січень 1982  | 1981 | Олександр Бєлявський (4) | 9             | 2615    | Олег Романишин       | 26            | 2580    | Геннадій Кузьмін                  | 42            | 2545    |
| січень 1983  | 1982 | Олег Романишин (3)       | 19            | 2585    | Володимир Тукмаков   | 22            | 2580    | Олександр Бєлявський              | 26            | 2570    |
| січень 1984  | 1983 | Олег Романишин (4)       | 20            | 2580    | Олександр Бєлявський | 29            | 2565    | Володимир Тукмаков                | 34            | 2550    |
| січень 1985  | 1984 | Олександр Бєлявський (5) | 6             | 2635    | Олег Романишин       | 21            | 2570    | Володимир Тукмаков                | 22            | 2570    |
| січень 1986  | 1985 | Олександр Бєлявський (6) | 7             | 2625    | Володимир Тукмаков   | 26            | 2570    | Олег Романишин                    | 29            | 2560    |
| січень 1987  | 1986 | Олександр Бєлявський (7) | 22            | 2585    | Володимир Маланюк    | 26            | 2575    | Володимир Тукмаков                | 28            | 2575    |
| січень 1988  | 1987 | Олександр Бєлявський (8) | 4             | 2645    | Олег Романишин       | 33            | 2570    | Володимир Тукмаков                | 36            | 2570    |
| січень 1989  | 1988 | Олександр Бєлявський (9) | 4             | 2640    | Василь Іванчук       | 6             | 2635    | Володимир Тукмаков                | 31            | 2590    |
| січень 1990  | 1989 | Василь Іванчук           | 4             | 2665    | Олександр Бєлявський | 7             | 2640    | Йосип Дорфман                     | 32            | 2595    |
| січень 1991  | 1990 | Василь Іванчук (2)       | 4             | 2695    | Олександр Бєлявський | 10            | 2640    | Олег Романишин                    | 25            | 2610    |
| січень 1992  | 1991 | Василь Іванчук (3)       | 3             | 2720    | Олександр Бєлявський | 21            | 2620    | Олег Романишин                    | 42            | 2595    |
| січень 1993  | 1992 | Василь Іванчук (4)       | 3             | 2710    | Олег Романишин       | 36            | 2615    | Олександр Бєлявський              | 43            | 2610    |
| січень 1994  | 1993 | Василь Іванчук (5)       | 4             | 2710    | Олександр Бєлявський | 15            | 2650    | Володимир Маланюк                 | 57            | 2595    |
| січень 1995  | 1994 | Василь Іванчук (6)       | 9             | 2700    | Олександр Бєлявський | 17            | 2650    | Володимир Маланюк                 | 41            | 2615    |
| січень 1996  | 1995 | Василь Іванчук (7)       | 4             | 2735    | Володимир Тукмаков   | 68            | 2595    | Костянтин Лернер                  | 70            | 2595    |
| січень 1997  | 1996 | Василь Іванчук (8)       | 5             | 2740    | Дмитро Комаров       | 48            | 2615    | Володимир Маланюк                 | 52            | 2610    |
| січень 1998  | 1997 | Василь Іванчук (9)       | 4             | 2740    | Олександр Оніщук     | 58            | 2610    | Володимир Тукмаков                | 60            | 2610    |
| січень 1999  | 1998 | Василь Іванчук (10)      | 8             | 2714    | Олександр Оніщук     | 32            | 2646    | Руслан Пономарьов                 | 66            | 2604    |
| січень 2000  | 1999 | Василь Іванчук (11)      | 8             | 2709    | Олександр Оніщук     | 42            | 2637    | Руслан Пономарьов                 | 51            | 2627    |
| січень 2001  | 2000 | Василь Іванчук (12)      | 9             | 2717    | Руслан Пономарьов    | 21            | 2677    | Олександр Оніщук                  | 33            | 2658    |
| січень 2002  | 2001 | Руслан Пономарьов        | 7             | 2727    | Василь Іванчук       | 8             | 2717    | Олександр Оніщук                  | 34            | 2655    |
| січень 2003  | 2002 | Руслан Пономарьов (2)    | 7             | 2734    | Василь Іванчук       | 15            | 2699    | Володимир Баклан                  | 89            | 2605    |
| січень 2004  | 2003 | Руслан Пономарьов (3)    | 9             | 2722    | Василь Іванчук       | 13            | 2716    | Олександр Моїсеєнко               | 69            | 2625    |
| січень 2005  | 2004 | Василь Іванчук (13)      | 11            | 2711    | Руслан Пономарьов    | 15            | 2700    | Андрій Волокітін                  | 20            | 2685    |
| січень 2006  | 2005 | Василь Іванчук (14)      | 8             | 2729    | Руслан Пономарьов    | 10            | 2723    | Олександр Арещенко                | 31            | 2670    |
| січень 2007  | 2006 | Василь Іванчук (15)      | 5             | 2750    | Руслан Пономарьов    | 14            | 2723    | Сергій Карякін                    | 30            | 2678    |
| січень 2008  | 2007 | Василь Іванчук (16)      | 9             | 2751    | Сергій Карякін       | 14            | 2732    | Руслан Пономарьов                 | 18            | 2719    |
| січень 2009  | 2008 | Василь Іванчук (17)      | 3             | 2779    | Руслан Пономарьов    | 16            | 2726    | Сергій Карякін                    | 27            | 2706    |
| січень 2010  | 2009 | Василь Іванчук (18)      | 8             | 2749    | Руслан Пономарьов    | 13            | 2737    | Павло Ельянов                     | 14            | 2736    |
| січень 2011  | 2010 | Василь Іванчук (19)      | 9             | 2764    | Руслан Пономарьов    | 11            | 2744    | Павло Ельянов                     | 21            | 2724    |
| січень 2012  | 2011 | Василь Іванчук (20)      | 8             | 2766    | Руслан Пономарьов    | 23            | 2727    | Олександр Моїсеєнко               | 35            | 2706    |
| січень 2013  | 2012 | Василь Іванчук (21)      | 13            | 2758    | Руслан Пономарьов    | 21            | 2733    | Андрій Волокітін                  | 28            | 2722    |
| січень 2014  | 2013 | Василь Іванчук (22)      | 16            | 2739    | Павло Ельянов        | 21            | 2733    | Антон Коробов                     | 25            | 2723    |
| січень 2015  | 2014 | Павло Ельянов            | 25            | 2727    | Василь Іванчук       | 33            | 2715    | Руслан Пономарьов                 | 37            | 2713    |
| січень 2016  | 2015 | Павло Ельянов (2)        | 13            | 2760    | Руслан Пономарьов    | 34            | 2712    | Антон Коробов Василь Іванчук      | 35 36         | 2710    |
| січень 2017  | 2016 | Павло Ельянов (3)        | 15            | 2755    | Василь Іванчук       | 16            | 2752    | Руслан Пономарьов                 | 37            | 2709    |
| січень 2018  | 2017 | Василь Іванчук (23)      | 27            | 2726    | Павло Ельянов        | 38            | 2710    | Юрій Криворучко Руслан Пономарьов | 47 48         | 2694    |
| січень 2019  | 2018 | Василь Іванчук (24)      | 34            | 2713    | Антон Коробов        | 42            | 2699    | Юрій Криворучко                   | 60            | 2683    |
| січень 2020  | 2019 | Василь Іванчук (25)      | 38            | 2698    | Антон Коробов        | 47            | 2685    | Юрій Криворучко                   | 48            | 2685    |
| січень 2021  | 2020 | Юрій Криворучко          | 38            | 2699    | Антон Коробов        | 43            | 2692    | Олександр Арещенко                | 49            | 2687    |
| січень 2022  | 2021 | Антон Коробов            | 39            | 2699    | Юрій Криворучко      | 49            | 2683    | Павло Ельянов                     | 50            | 2683    |
| січень 2023  | 2022 | Павло Ельянов (4)        | 36            | 2706    | Ігор Коваленко       | 66            | 2674    | Андрій Волокітін                  | 76            | 2666    |
| січень 2024  | 2023 | Павло Ельянов (5)        | 32            | 2704    | Антон Коробов        | 69            | 2663    | Андрій Волокітін                  | 70            | 2663    |
| січень 2025  | 2024 | Павло Ельянов (6)        | 71            | 2656    | Андрій Волокітін     | 87            | 2643    | Юрій Криворучко                   | 106           | 2633    |

### Жінки 1972—2024рр.

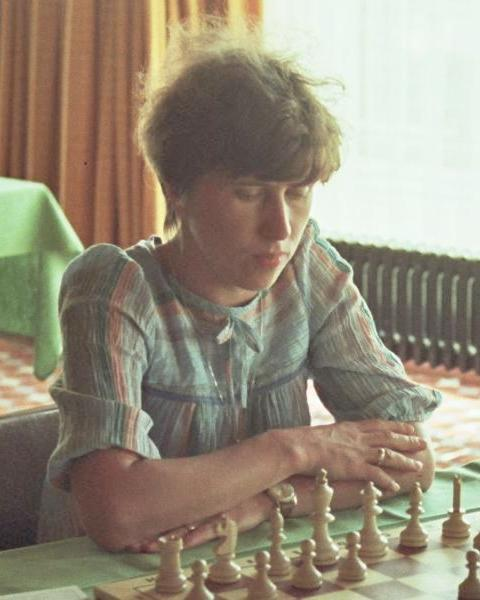
Марта Літинська

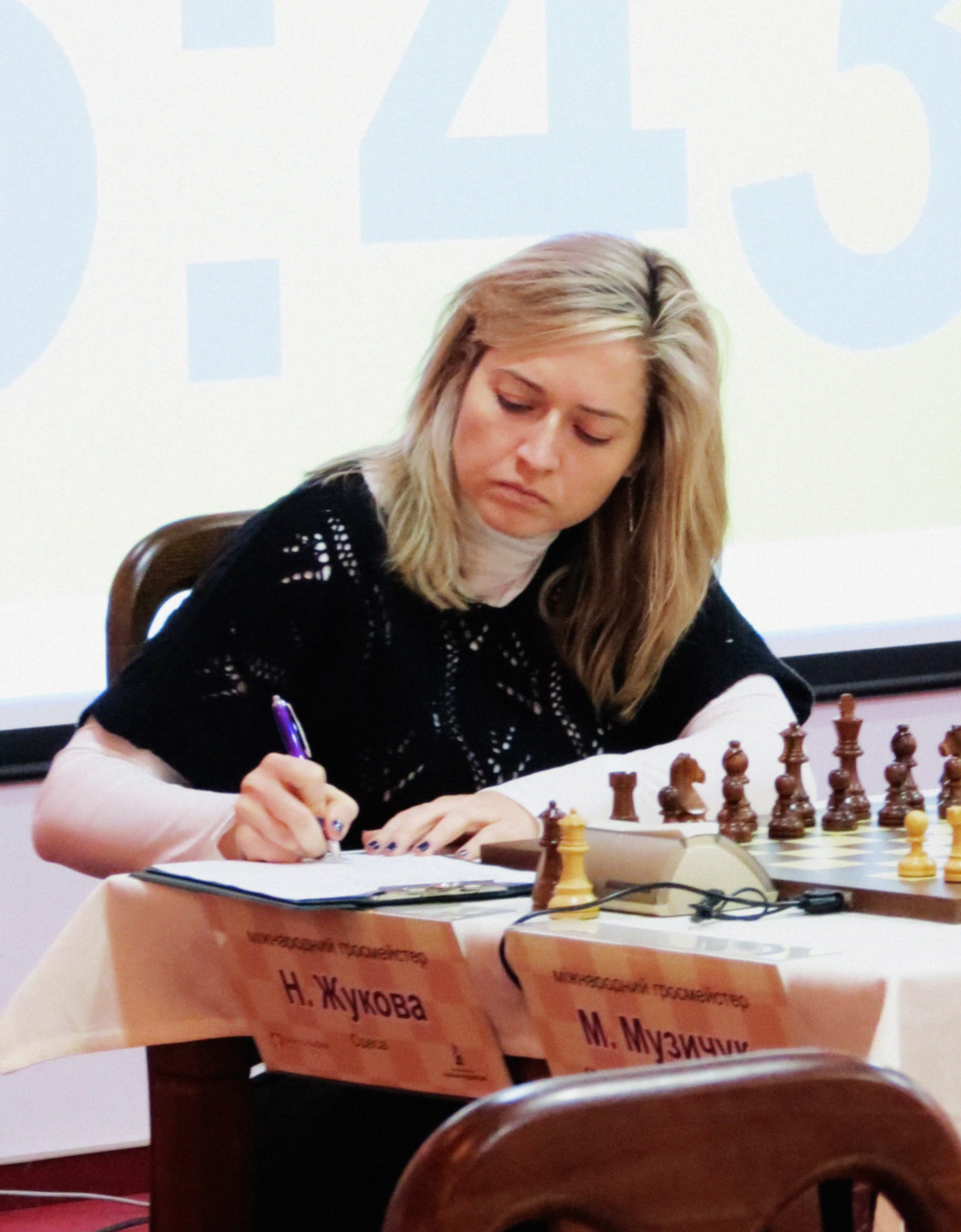
Наталія Жукова — дворазова чемпіонка Європи

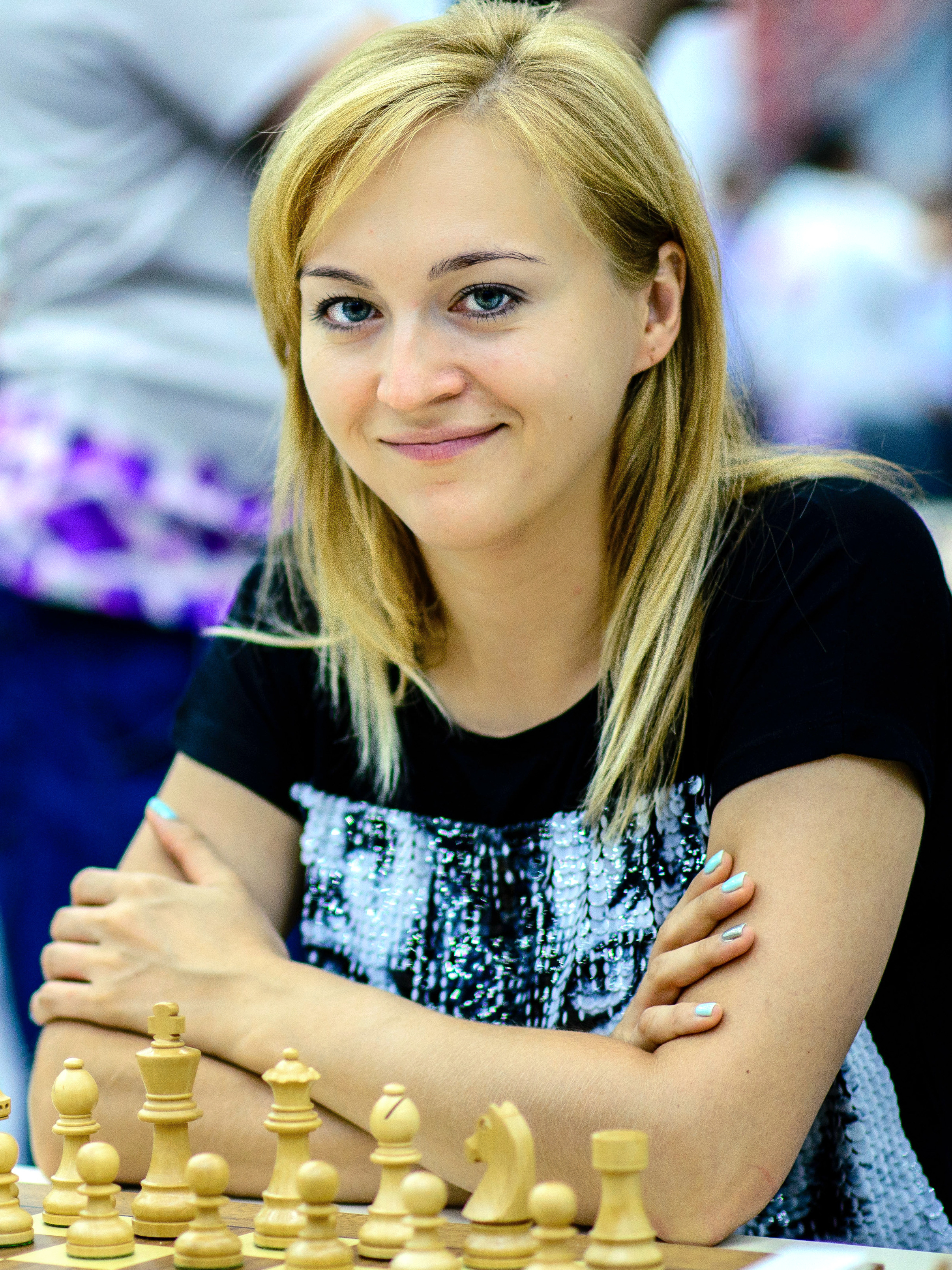
Анна Ушеніна — чемпіонка світу 2012 року

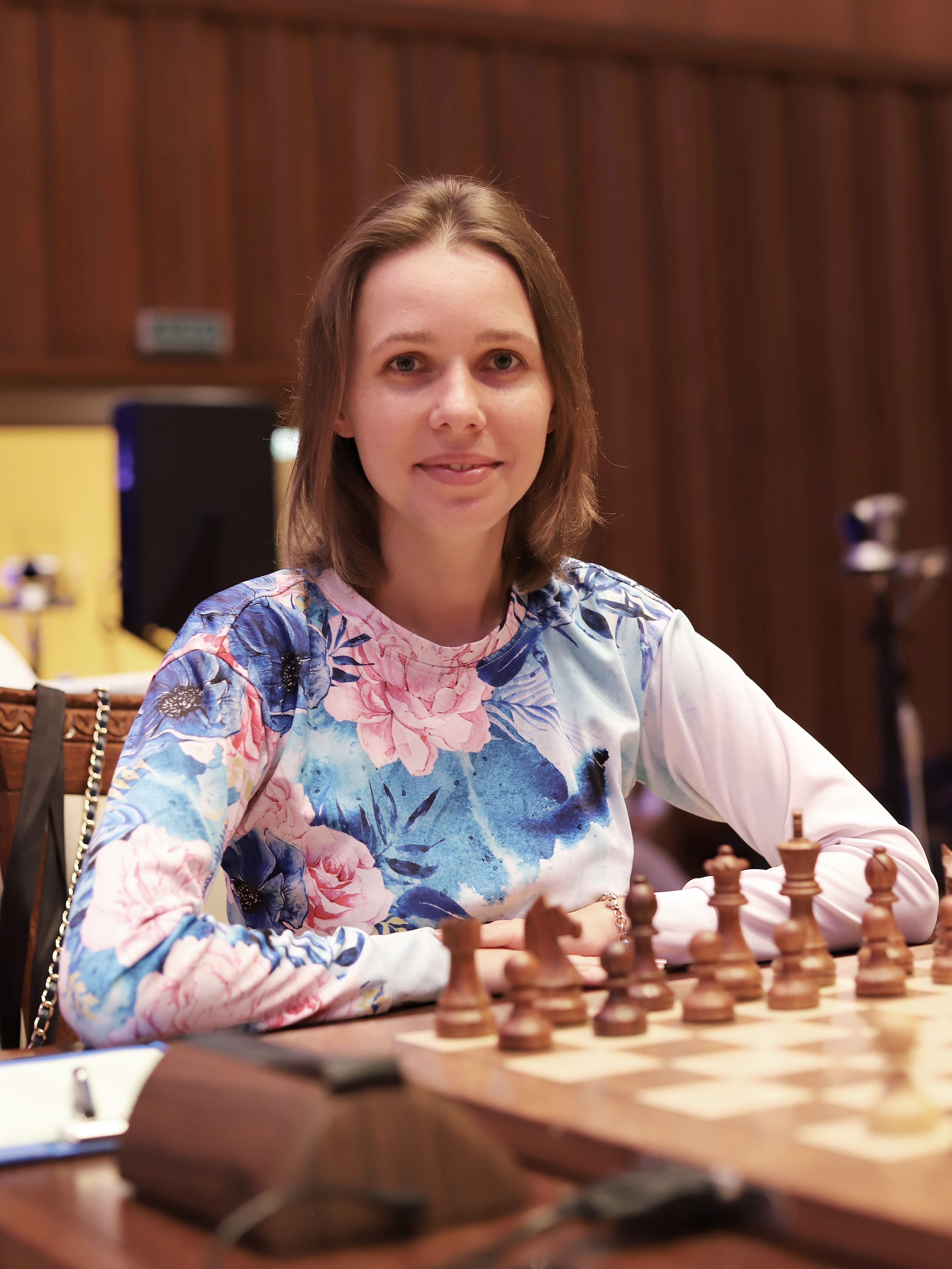
Марія Музичук — чемпіонка світу 2015 року

У таблиці наведені українські шахістки з найвищим рейтингом ЕЛО станом на кінець року. У 1972—1973 рр. рейтинг Ело публікувався один раз на рік у липні.
Найкращими в Україні за підсумками року ставали 10 шахісток, зокрема: Марта Літинська (18 разів), Катерина Лагно (7), Наталія Жукова та Анна Музичук по 6 разів, Марія Музичук (5), Аліса Галлямова-Іванчук (4), Лідія Семенова (3), Тетяна Василевич та Анна Ушеніна — двічі, Ольга Олександрова — 1 раз.
| Рейтинг-лист | Рік  | 1 місце                            | 1 місце       | 1 місце     | 2 місце          | 2 місце       | 2 місце | 3 місце                       | 3 місце       | 3 місце     |
| Рейтинг-лист | Рік  | Шахістка                           | Місце у світі | Рейтинг     | Шахістка         | Місце у світі | Рейтинг | Шахістка                      | Місце у світі | Рейтинг     |
| ------------ | ---- | ---------------------------------- | ------------- | ----------- | ---------------- | ------------- | ------- | ----------------------------- | ------------- | ----------- |
| липень 1972  | 1972 | Лідія Семенова                     | 13            | 2265        | Марта Шуль       | 17            | 2250    | ?                             | ?             | ?           |
| липень 1973  | 1973 | Марта Шуль Лідія Семенова (2)      | 15            | 2270        |                  |               |         | Любов Ідельчик                | 27            | 2215        |
| січень 1975  | 1974 | Марта Шуль (2)                     | 10            | 2290        | Лідія Семенова   | 20            | 2245    | Любов Ідельчик                | 30            | 2215        |
| січень 1976  | 1975 | Марта Шуль (3)                     | 10            | 2290        | Лідія Семенова   | 16            | 2245    | Лідія Муленко                 | 28            | 2220        |
| січень 1977  | 1976 | Марта Літинська (4)                | 10            | 2265        | Лідія Семенова   | 14            | 2255    | Лідія Муленко                 | 30            | 2220        |
| січень 1978  | 1977 | Марта Літинська (5)                | 12            | 2265        | Лідія Семенова   | 14            | 2255    | ?                             | ?             | ?           |
| січень 1979  | 1978 | Марта Літинська (6)                | 11            | 2265        | Лідія Семенова   | 18            | 2240    | Лідія Муленко                 | 26            | 2220        |
| січень 1980  | 1979 | Марта Літинська (7)                | 10            | 2280        | Лідія Семенова   | 20            | 2235    | Лідія Муленко                 | 24            | 2230        |
| січень 1981  | 1980 | Марта Літинська (8)                | 9             | 2280        | Лідія Семенова   | 21            | 2220    | Зоя Лельчук                   | 27            | 2205        |
| січень 1982  | 1981 | Марта Літинська (9)                | 7             | 2275        | Зоя Лельчук      | 52            | 2150    | Тетяна Морозова               | 62            | 2135        |
| січень 1983  | 1982 | Марта Літинська (10)               | 8             | 2275        | Лідія Семенова   | 19            | 2225    | Тетяна Морозова               | 56            | 2135        |
| січень 1984  | 1983 | Марта Літинська (11)               | 7             | 2280        | Лідія Семенова   | 22            | 2210    | Ольга Андреєва                | 27            | 2180        |
| січень 1985  | 1984 | Лідія Семенова (3)                 | 7             | 2290        | Марта Літинська  | 20            | 2210    | Ольга Андреєва                | 31            | 2180        |
| січень 1986  | 1985 | Марта Літинська (12)               | 9             | 2275        | Лідія Семенова   | 12            | 2260    | Ольга Андреєва                | 41            | 2180        |
| січень 1987  | 1986 | Марта Літинська (13)               | 7             | 2415        | Лідія Семенова   | 40            | 2290    | Ірина Челушкіна               | 48            | 2280        |
| січень 1988  | 1987 | Марта Літинська (14)               | 7             | 2415        | Зоя Лельчук      | 15            | 2370    | Лідія Семенова                | 25            | 2320        |
| січень 1989  | 1988 | Марта Літинська (15)               | 14            | 2365        | Зоя Лельчук      | 21            | 2315    | Ірина Челушкіна               | 26            | 2300        |
| січень 1990  | 1989 | Марта Літинська (16)               | 22            | 2355        | Зоя Лельчук      | 24            | 2340    | Ірина Челушкіна               | 34            | 2315        |
| січень 1991  | 1990 | Марта Літинська (17)               | 20            | 2370        | Зоя Лельчук      | 23            | 2355    | Ірина Челушкіна               | 43            | 2305        |
| січень 1992  | 1991 | Марта Літинська (18)               | 23            | 2370        | Зоя Лельчук      | 27            | 2350    | Ірина Челушкіна               | 30            | 2340        |
| січень 1993  | 1992 | Аліса Галлямова-Іванчук            | 7             | 2445        | Ірина Челушкіна  | 23            | 2380    | Марта Літинська               | 35            | 2340        |
| січень 1994  | 1993 | Аліса Галлямова-Іванчук (2)        | 7             | 2450        | Ірина Челушкіна  | 42            | 2325    | Лідія Семенова                | 48            | 2320        |
| січень 1995  | 1994 | Аліса Галлямова-Іванчук (3)        | 7             | 2475        | Інна Гапоненко   | 18            | 2390    | Ірина Челушкіна               | 31            | 2370        |
| січень 1996  | 1995 | Аліса Галлямова-Іванчук (4)        | 9             | 2480        | Інна Гапоненко   | 17            | 2390    | Зоя Лельчук                   | 35            | 2360        |
| січень 1997  | 1996 | Тетяна Василевич                   | 14            | 2425        | Олена Седіна     | 24            | 2400    | Інна Гапоненко                | 43            | 2360        |
| січень 1998  | 1997 | Тетяна Василевич (2)               | 21            | 2410        | Наталя Жукова    | 26            | 2395    | Олена Седіна                  | 37            | 2380        |
| січень 1999  | 1998 | Наталя Жукова                      | 13            | 2456        | Інна Гапоненко   | 31            | 2406    | Тетяна Василевич              | 36            | 2395        |
| січень 2000  | 1999 | Наталя Жукова (2)                  | 13            | 2471        | Анна Затонських  | 21            | 2441    | Олена Седіна                  | 27            | 2419        |
| січень 2001  | 2000 | Наталя Жукова (3)                  | 18            | 2460        | Анна Затонських  | 27            | 2432    | Тетяна Василевич              | 28            | 2428        |
| січень 2002  | 2001 | Наталя Жукова (4)                  | 24            | 2441        | Тетяна Василевич | 35            | 2421    | Ірина Лимар                   | 36            | 2418        |
| січень 2003  | 2002 | Ольга Олександрова                 | 15            | 2462        | Наталя Жукова    | 29            | 2430    | Тетяна Василевич              | 39            | 2415        |
| січень 2004  | 2003 | Катерина Лагно                     | 7             | 2493        | Наталя Жукова    | 15            | 2462    | Ольга Олександрова            | 27            | 2437        |
| січень 2005  | 2004 | Наталя Жукова (5)                  | 19            | 2465        | Інна Гапоненко   | 20            | 2464    | Катерина Лагно                | 25            | 2454        |
| січень 2006  | 2005 | Катерина Лагно (2)                 | 7             | 2500        | Інна Гапоненко   | 26            | 2437    | Наталя Жукова                 | 28            | 2432        |
| січень 2007  | 2006 | (Анна Музичук ) Наталя Жукова (6)  | (13) 25       | (2475) 2457 | Катерина Лагно   | 26            | 2456    | Інна Гапоненко                | 31            | 2450        |
| січень 2008  | 2007 | Анна Ушеніна                       | 14            | 2484        | Катерина Лагно   | 20            | 2475    | (Анна Музичук ) Наталя Жукова | (27) 35       | (2460) 2443 |
| січень 2009  | 2008 | (Анна Музичук ) Анна Ушеніна (2)   | (6) 13        | (2540) 2499 | Наталя Жукова    | 19            | 2490    | Катерина Лагно                | 20            | 2488        |
| січень 2010  | 2009 | (Анна Музичук ) Катерина Лагно (3) | (7) 9         | (2523) 2518 | Інна Гапоненко   | 26            | 2470    | Наталя Жукова                 | 32            | 2462        |
| січень 2011  | 2010 | (Анна Музичук ) Катерина Лагно (4) | (8) 11        | (2529) 2518 | Марія Музичук    | 25            | 2476    | Інна Гапоненко                | 30            | 2466        |
| січень 2012  | 2011 | (Анна Музичук ) Катерина Лагно (5) | (4) 5         | (2580) 2557 | Марія Музичук    | 23            | 2483    | Анна Ушеніна                  | 32            | 2458        |
| січень 2013  | 2012 | (Анна Музичук ) Катерина Лагно (6) | (4) 7         | (2582) 2547 | Анна Ушеніна     | 24            | 2477    | Марія Музичук Наталя Жукова   | 26 27         | 2471        |
| січень 2014  | 2013 | (Анна Музичук ) Катерина Лагно (7) | (5) 7         | (2566) 2543 | Марія Музичук    | 15            | 2503    | Анна Ушеніна                  | 19            | 2501        |
| січень 2015  | 2014 | Анна Музичук                       | 6             | 2544        | Марія Музичук    | 12            | 2520    | Анна Ушеніна                  | 22            | 2486        |
| січень 2016  | 2015 | Марія Музичук                      | 3             | 2554        | Анна Музичук     | 6             | 2537    | Наталя Жукова                 | 21            | 2484        |
| січень 2017  | 2016 | Анна Музичук (2)                   | 3             | 2558        | Марія Музичук    | 6             | 2546    | Наталя Жукова                 | 31            | 2447        |
| січень 2018  | 2017 | Анна Музичук (3)                   | 3             | 2571        | Марія Музичук    | 7             | 2540    | Наталя Жукова                 | 36            | 2438        |
| січень 2019  | 2018 | Анна Музичук (4)                   | 3             | 2569        | Марія Музичук    | 6             | 2540    | Анна Ушеніна                  | 36            | 2443        |
| січень 2020  | 2019 | Марія Музичук (2)                  | 6             | 2552        | Анна Музичук     | 7             | 2539    | Анна Ушеніна                  | 47            | 2416        |
| січень 2021  | 2020 | Марія Музичук (3)                  | 6             | 2552        | Анна Музичук     | 8             | 2535    | Юлія Осьмак                   | 39            | 2428        |
| січень 2022  | 2021 | Марія Музичук (4)                  | 6             | 2539        | Анна Музичук     | 9             | 2531    | Юлія Осьмак                   | 35            | 2432        |
| січень 2023  | 2022 | Марія Музичук (5)                  | 8             | 2523        | Анна Музичук     | 9             | 2522    | Анна Ушеніна                  | 26            | 2454        |
| січень 2024  | 2023 | Анна Музичук (5)                   | 7             | 2525        | Марія Музичук    | 9             | 2510    | Юлія Осьмак                   | 25            | 2450        |
| січень 2025  | 2024 | Анна Музичук (6)                   | 9             | 2515        | Марія Музичук    | 15            | 2490    | Юлія Осьмак                   | 20            | 2463        |

Примітка: наведені також дані Анни Музичук, яка до 2014 року виступала за збірну Словенії, але фактично проживала в Україні та була на той час найрейтинговішою шахісткою в Україні.